# Mirelle Leite
Mirelle Leite da Silva (* 11. März 2002 in Pernambuco) ist eine brasilianische Leichtathletin, die sich auf den Hindernislauf spezialisiert hat.

## Sportliche Laufbahn
Erste internationale Erfahrungen sammelte die in Pernambuco geborene Mirelle Leite da Silva im Jahr 2021, als sie bei den U23-Südamerikameisterschaften in Guayaquil in 10:28,93 min die Goldmedaille über 3000 m Hindernis gewann und im 5000-Meter-Lauf in 18:15,75 min den achten Platz belegte. Anschließend siegte sie bei den erstmals ausgetragenen Panamerikanischen Juniorenspielen in Cali in 10:28,69 min im Hindernislauf und gelangte über 5000 Meter mit 17:03,84 min auf Rang fünf. Im Jahr darauf verteidigte sie bei den U23-Südamerikameisterschaften in Cascavel in 10:32,79 min ihren Titel im Hindernislauf und gewann in 4:49,99 min die Bronzemedaille im 1500-Meter-Lauf hinter den Kolumbianerinnen Shellcy Sarmiento und Stefany López. Kurz darauf nahm sie an den Südamerikaspielen in Asunción teil und gewann dort in 10:25,58 min die Silbermedaille im Hindernislauf hinter der Argentinierin Belén Casetta.
2023 gelangte sie bei den Panamerikanischen Spielen in Santiago de Chile mit 10:29,72 min auf den zwölften Platz über 3000 m Hindernis. Im Jahr darauf wurde sie bei den panamerikanischen Crosslaufmeisterschaften in San Salvador nach 39:59 min 15. Im Mai belegte sie bei den Ibero-Amerikanischen Meisterschaften in Cuiabá in 9:49,34 min den sechsten Platz über 3000 Meter. Im September gewann sie bei den U23-Südamerikameisterschaften in Bucaramanga in 4:34,58 min die Bronzemedaille über 1500 Meter hinter der Peruanerin Anita Poma und Karol Luna aus Kolumbien und siegte in 10:33,61 min im Hindernislauf. 2025 gewann sie bei den Südamerikameisterschaften in Mar del Plata in 10:13,35 min die Bronzemedaille im Hindernislauf hinter ihrer Landsfrau Tatiane da Silva und Micaela Levaggi aus Argentinien.

## Persönliche Bestleistungen
- 1500 Meter: 4:29,34 min, 30. Juni 2024 in São Paulo
- 3000 Meter: 9:48,90 min, 1. Oktober 2023 in Mar del Plata
- 5000 Meter: 16:48,70 min, 22. Juni 2022 in Rio de Janeiro
- 2000 m Hindernis: 6:26,77 min, 27. April 2022 in São Paulo
- 3000 m Hindernis: 9:56,29 min, 23. Juni 2022 in Rio de Janeiro